# Стар Трек
 Тази статия е за вселената на „Стар Трек“.  За оригиналния телевизионен сериал вижте Стар Трек: Оригиналният сериал.  За филма от 2009 г. вижте Стар Трек (филм).
Стар Трек е фантастична вселена, създадена от Джин Родънбъри през 60-те години, която обхваща шест телевизионни сериала, четиринадесет пълнометражни филма, стотици романи и десетки видеоигри. Телевизионният сериал е считан за един от най-големите култови феномени на днешното време.
Във вселената на Стар Трек, човечеството е успяло да преживее един пост-апокалиптичен период в средата на 21 век и е развило технология, позволяваща му да пътува със скорост по-висока от тази на светлината. По-късно, хората ще се обединят с други разумни същества от галактиката и ще формират Обединената Федерация от планети. Благодарение на намесата на извънземни същества и напредъка на науката, през 23 век човечеството най-накрая успява да преодолее многобройните си недостатъци и слабости. Историите на Стар Трек най-често проследяват приключенията на хората и извънземните, които служат в Звездния флот.
Главните герои са алтруисти. Проблемите засегнати в различните сериали са: войната и мира, авторитаризма и демокрацията, империализма, класовата борба, расизма, човешките права, сексизма и феминизма, и ролята на технологията.

## Обща информация
Вселената на Стар Трек описва една утопия в бъдещето, в която съществува „Обединена Федерация от планети“, водена от Земята. Мотото на „Стар Трек“ е „Нашата мисия е смело да отидем там, където не е стъпвал човешки крак“.
Вселената на „Стар Трек“ е един от най-детайлно описаните изкуствени светове. Всеки персонаж има своя биография, всяка цивилизация – своя култура, традиции и история. Може да се намери детайлна история на вселената и технически характеристики на космическите кораби.
Милионите фенове на Стар Трек по света, наричат себе си „Трекита“ (Trekkies) или „Трекери“ (Trekkers).

## Телевизионните сериали
Стар трек е замислен първоначално като телевизионен сериал през 1966. Развит е до пет Стар Трек сериала и една анимационна поредица в 726 отделни епизода излъчени в ефира.

### Стар Трек: Оригиналният сериал(1966 – 1969)
Стар Трек сериите, по-късно наречени Стар Трек: Оригиналният сериал, поради появата на нови сериали, са заснети от 1966 до 1969 година. Основното действие на сериала се развива на космическия кораб Ентърпрайз (USS Enterprise NCC-1701) по времето на неговата петгодишна мисия на изследване на космоса. Екипажът на кораба, под командването на капитан Джеймс Тиберий Кърк, преминава през опасни пътешествия в космоса, първи контакти с непознати раси, пътуване през времето... Приключенията са събрани в 79 епизода. Всеки епизод започва с вече прочутото изречение: „Космосът, последната граница. Това са пътешествията на звездния кораб Ентърпрайз. Неговата петгодишна мисия – да изследва странни нови светове, да търси нови форми на живот и нови цивилизации, да отиде смело там, където никой не е стъпвал.“
През септември 2006 г. „Оригиналните серии“ са излъчени с подобрено качество и нови компютърни специални ефекти.

### Стар Трек: Анимационният сериал(1973 – 1974)
Стар Трек: Анимационният сериал (на английски: Star Trek: The Animated Series) е анимационен сериал, създаден от Filmation по мотиви от „Оригиналните серии“, и включващ в себе си 2 сезона. За озвучаването му са повикани всички актьори от „Оригиналните серии“, с изключение на Уолтър Кенинг.
Много известни фантасти от онова време са свързани с работата над сценария. Благодарение на големите възможности на анимацията (в сравнение с нискокачествените специални ефекти във филмите по онова време) авторите създават напълно нови светове и раси.
Освен по Filmation, сериалът е бил показван и по Nickelodeon (в средата на 80-те) и Sci-Fi Channel (в началото на 90-те).

### Стар Трек: Втора фаза (1978; неосъществена)
Стар Трек: Втора фаза (на английски: Star Trek: Phase II) е била замислена от компанията Paramount Television Network. През 1978 година е била подготвен пилотния епизод и сценарии за още 12 епизода. „Втората фаза“ е трябвало да продължи „Оригиналните серии“, разказвайки за още една пет годишна мисия на космическия кораб „Ентърпрайз“ (на английски: USS Enterprise). Екипажът е нямало да претърпи промени, единствено Спок (Ленърд Нимой отказва да участва в снимките) е щял да бъде заменен от друг вулканец – Ксон (на английски: Xon).
Големият риск от провал заради нарастващата популярност на „Междузвездни войни“ принуждава ръководството на Paramount да се откаже от снимането на новия сериал. Впоследствие готовите сценарии са използвани в направата на „Стар Трек: Филмът“ (на английски: Star Trek: The Motion Picture) и сериала „Стар Трек: Следващото поколение“ (на английски: Star Trek: The Next Generation).

### Стар Трек: Следлигмаващото поколение(1987 – 1994)
Стар Трек: Следващото поколение (на английски: Star Trek: The Next Generation) е създаден от Джин Родънбъри през 1987 година, а след неговата смърт през 1991 работата по сериала е продължена от Рик Бърман.
Сериалът се състои от 178 епизода.

Действието се развива през 24 век (2364 г.—2370 г.) или 100 години след събитията от „Стар Трек: Оригинални серии“. В сериала се разказва за приключенията на новия кораб на Федерацията „Ентърпрайз NCC-1701-D“ (на английски: USS Enterprise NCC-1701-D) под командването на капитан Жан-Люк Пикар (Патрик Стюарт).
„Следващото поколение“ става най-популярният сериал в историята на „Стар Трек“. Сериалът бива номиниран за „награда Еми“ в категорията „най-добър сериал“. Периодът от време, в който той се излъчва е наречен от феновете „златните години“ на Стар Трек.

### Стар Трек: Космическа станция 9(1993 – 1999)
Стар Трек: Космическа станция 9 (на английски: Star Trek: Deep Space Nine) е създаден от Майкъл Пилар и Рик Бърман. Сериалът е свързан с концепцията на Стар Трек: Следващото поколение.
Това е единственият Стар Трек сериал, в който действието се развива на космическа станция, а не на космически кораб. Появяват се нови раси и действието е по-динамично. Капитанът, който командва станцията – Бенджамин Сиско, трябва да решава многобройните конфликти между бажоранци и кардасиянци. Тук са клингонецът Уорф, пристигнал от кораба Ентърпрайз, генетично подобреният доктор Башир, Кира – представител на бажоранската милиция, Джадзиа и Езри Дакс, Одо – шефът на охраната, О'Брайън, Джейк – синът на Сиско, барманът ференги Куарк и други.

### Стар Трек: Вояджър(1995 – 2001)
Стар Трек: Вояджър (на английски: Star Trek: Voyager, VOY или VGR) е сериал от седем сезона, в който за първи път в сагата Стар Трек капитан на кораба и толкова високопоставен командващ е жена – капитан Катрин Дженуей (Кейт Мългрю). Корабът USS Voyager е загубен в космоса в квадранта Делта. Сериалът проследява приключенията на екипажа на кораба и присъединилите се към тях макии – бунтовници и пирати.
Преследвайки пиратският кораб на макиите, Вояджър попада в Квадранта Делта, похитен от извънземно познато като „Пазачът“, което се грижи за изчезваща по негова вина раса. Намиращ се на 70 000 светлинни години от Земята, екипажът усилено се опитва да намери някаква пролука в пространството, тъй като при нормално пътуване завръщането им ще отнеме 75 години. Срещат се с нови видове, също така попадат в конфликти с други. Расите които срещат са Борги, Казонци, Талаксианци, Q, Хирогени и др. Разрешават конфликта с Борг и спират тяхната асимилация на света.

### Стар Трек: Ентърпрайз(2001 – 2005)
Стар Трек: Ентърпрайз (на английски: Star Trek: Enterprise) е сериал появил се по екраните през 2001 г. и създаден от Бранън Брага и Рик Бърман. Първият пилотен епизод – „Broken Bow“ е излъчен по телевизията UPN на 26.09.2001. В първите два сезона носи името Ентърпрайз, но от началото на третия получава окончателното си име – Стар Трек: Ентърпрайз. Действието се развива през 2151 година, по времето на първия полет на прототипа на кораба с двигател Warp 5, Ентърпрайз (NX-01).
Първите епизоди на „Ентърпрайз“ се радват на висок рейтинг, който обаче постепенно започва да пада и само масовата подкрепа на „Стар Трек“ феновете, му позволяват да продължи до още три сезона. Според тях сериалът разкрива пълния си потенциал в четвъртия си сезон. Продължаващият да пада рейтинг обаче в крайна сметка довежда до спирането на сериала през 2005 г.

### Стар Трек: Дискавъри(от 2017 г.)
„Стар Трек: Дискавъри“ (на английски: Star Trek: Discovery) е седмият излъчен от общо осем сериала от поредицата. Почти десетилетие преди събитията от оригиналната поредица Стар Трек и отделно от хронологията на съпътстващите го игрални филми, „Дискавъри“ проследява студената война Федерацията-Клингоните.
Мишел Йо играе ролята на Филипа Георгиу, командващ офицер на USS Шенжоу. Сонекуа Мартин-Грийн играе ролята на Майкъл Бърнъм, първият офицер от USS Шенжоу и по-късно USS Дискавъри. Новата поредица е обявена през ноември 2015 г., като Браян Фулър се присъединява към екипа. CBS му възлага да направи първият сериал, предистория на оригиналната поредица, която отбелязва юбилей от 50 години. След по-нататъшни разногласия със CBS и други ангажименти, Фулър напуска сериала през октомври 2016 г., и е заменен от Бърг и Харбъртс.
Премиерата на Стар Трек: Дискавъри се състоя на 19 септември 2017 г. в ArcLight Hollywood, преди да дебютира по CBS и All Access на 24 септември. Останалата част от 15-те епизоди от първи сезон ще бъдат излъчвани ежеседмично на платформата All Access.

## Филмите
Направени са четиринадесет пълнометражни филма по Стар Трек. Шест от тях са от ерата на „Стар Трек: Оригинални серии“, четири от „Стар Трек: Следващото поколение“ (на английски: Star Trek: The Next Generation) и  един представлява връзка между „Оригиналните серии“ и „Следващото поколение“. В него участват актьорите от „Оригиналните серии“ и „Следващото поколение“. В единадесетия филм са представени историите на Кърк и Спок преди да се съюзят на борда на Ентърпрайз
| Година | Заглавие                           | Режисьор           | Бюджет (млн. USD) | Приходи (млн. USD) | RT  | MC |
| ------ | ---------------------------------- | ------------------ | ----------------- | ------------------ | --- | -- |
| 1979   | „Стар Трек: Филмът“                | Робърт Уайз        | 35                | 139                | 52% | 48 |
| 1982   | „Стар Трек II: Гневът на Хан“      | Никълъс Мейър      | 12                | 97                 | 86% | 67 |
| 1984   | „Стар Трек III: В търсене на Спок“ | Ленърд Нимой       | 18                | 87                 | 79% | 56 |
| 1986   | „Стар Трек IV: Пътуване към вкъщи“ | Ленърд Нимой       | 24                | 133                | 82% | 71 |
| 1989   | „Стар Трек V: Последната граница“  | Уилям Шатнър       | 30                | 70                 | 23% | 43 |
| 1991   | „Стар Трек VI: Неоткритата страна“ | Никълъс Мейър      | 27                | 97                 | 83% | 65 |
|        |                                    |                    |                   |                    |     |    |
| 1994   | „Стар Трек: Космически поколения“  | Дейвид Карсън      | 38                | 120                | 47% | 55 |
| 1996   | „Стар Трек VIII: Първи контакт“    | Джонатан Фрейкс    | 46                | 150                | 92% | 71 |
| 1998   | „Стар Трек: Бунтът“                | Джонатан Фрейкс    | 70                | 117                | 54% | 64 |
| 2002   | „Стар Трек: Възмездието“           | Стюарт Беърд       | 60                | 67                 | 38% | 51 |
|        |                                    |                    |                   |                    |     |    |
| 2009   | „Стар Трек“                        | Джей Джей Ейбрамс  | 150               | 386                | 94% | 82 |
| 2013   | „Пропадане в мрака“                | Джей Джей Ейбрамс  | 185               | 467                | 84% | 72 |
| 2016   | „Стар Трек: Отвъд“                 | Джъстин Лин        | 185               | 343.5              | 86% | 68 |
|        |                                    |                    |                   |                    |     |    |
| 2025   | „Стар Трек: Секция 31“             | Олатунде Осунсанми |                   |                    | 17% | 46 |

## Други продукции
- Направени са над 300 романа по „Стар Трек“.
- По мотиви от „Стар Трек“ са направени много компютърни игри.
- По цял свят се продават стоки и аксесоари, свързани със „Стар Трек“.